# Reprezentacja Nowej Zelandii w rugby union kobiet
Black Ferns – zespół rugby union, biorący udział w imieniu Nowej Zelandii w meczach i sportowych imprezach międzynarodowych, powoływany przez selekcjonera, w którym mogą występować wyłącznie zawodniczki posiadające obywatelstwo nowozelandzkie. Za jego funkcjonowanie odpowiedzialny jest Nowozelandzki Związek Rugby.
Przed każdym swoim meczem nowozelandzkie rugbystki tańczą hakę peruperu - wojenny taniec Maorysów.